# V Empire or Dark Faerytales in Phallustein
V Empire or Dark Faerytales in Phallustein är en EP av Cradle of Filth, utgiven den 22 april 1996. EP:n är gruppens andra officiella utgivning och innehåller några nya låtar och nyinspelningar av "klassiska" spår från debuten. Flera av dem är fortfarande fasta låtar i livespelningar.

## Låtlista
All sångtext är skriven av Dani Filth, alla låtar är komponerade av Cradle of Filth (Filth, Stuart Anstis, Robin Graves, Damien Gregori, Nicholas Barker).
| Nr           | Titel                                              | Längd |
| ------------ | -------------------------------------------------- | ----- |
| 1.           | Ebony Dressed for Sunset                           | 2:49  |
| 2.           | The Forest Whispers My Name                        | 4:41  |
| 3.           | Queen of Winter, Throned                           | 10:27 |
| 4.           | Nocturnal Supremacy                                | 5:53  |
| 5.           | She Mourns a Lengthening Shadow (instrumental)     | 3:42  |
| 6.           | The Rape and Ruin of Angels (Hosannas in Extremis) | 8:52  |
| Total längd: | Total längd:                                       | 36:24 |

## Medverkande
Cradle of Filth
- Dani Filth – sång
- Stuart Anstis – gitarr
- Robin Graves – basgitarr
- Damien Gregori – keyboard
- Nicholas Barker – trummor

Övriga
- Sarah Jezebel Deva – bakgrundssång
- Danielle Cneajna Cottington – bakgrundssång
- Rachel – bakgrundssång